# Christian Landenberger

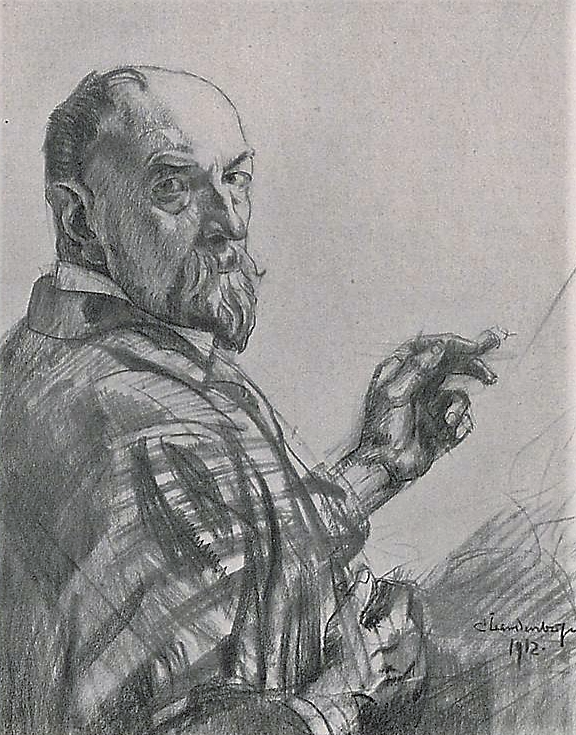
Christian Landenberger - Autorretrato, 1912

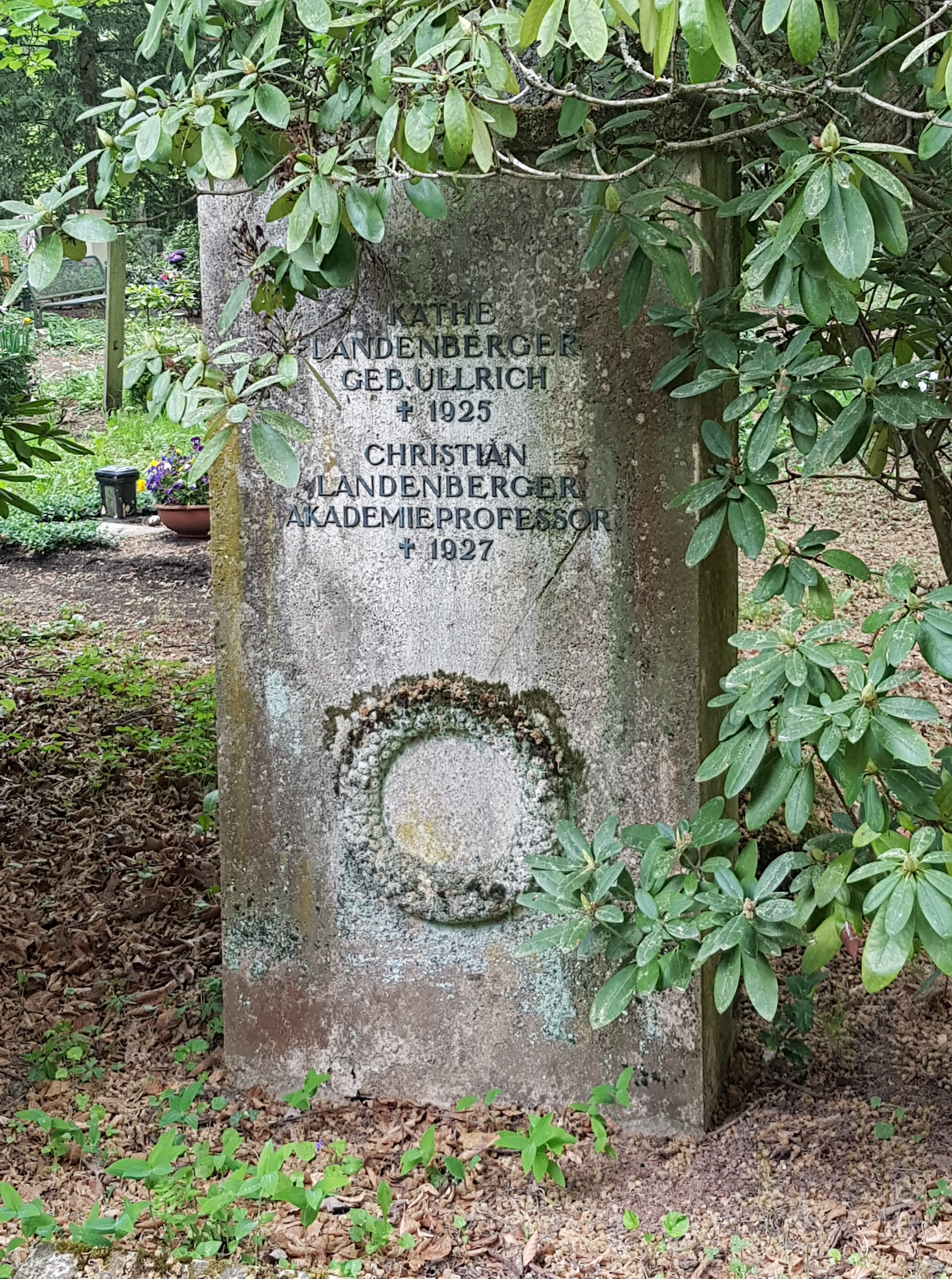
Tumba en el cementerio forestal de Stuttgart

Christian Adam Landenberger (7 de abril de 1862 en Ebingen-13 de febrero de 1927 en Stuttgart) fue un pintor impresionista y profesor en la Academia de Arte de Stuttgart. Landenberger es particularmente conocido por sus pinturas de paisajes.

## Vida
Christian Landenberger nació en Ebingen como el segundo de nueve hijos de Christian Adam Landenberger y Anna Maria Landenberger, de soltera Glunz. A partir de 1879 recibió formación artística en la Escuela de Arte de Stuttgart. De 1883 a 1887 estudió en la Academia de Bellas Artes de Múnich, donde desde mediados del siglo XIX  hasta finales del siglo XIX se impuso una nueva forma de pintar que dio lugar a una escuela de pintores al aire libre. Su primera exposición pública fue en 1890 en la Exposición Internacional de Arte de Múnich, dos años más tarde se convirtió en miembro fundador de la Secesión de Múnich y expuso regularmente allí hasta 1916. En 1895 fundó una escuela privada de pintura y entre 1899 y 1905 trabajó como profesor de dibujo en la academia de mujeres de la asociación de artistas de Múnich. En 1905, la Academia de Stuttgart lo nombró "para la cátedra de 'pintura técnica' recién creada. Christian Adam Landenberger fue miembro de la Deutscher Künstlerbund.  Falleció el día 13. febrero de 1927 en Stuttgart. Encontró su lugar de descanso final en el cementerio del bosque de la ciudad.
En 1973 se fundó la "Sociedad Cristiana Landenberger" por iniciativa de su sobrino Hans Landenberger. La sociedad se disolvió en 1978.

## Estilo y técnica
Al comienzo de su desarrollo, Landenberger pintó descripciones realistas del entorno en tonos oscuros. A partir de 1890 sus cuadros se vuelven más brillantes, con el abandono total de los colores apagados, con luces claras y pinceladas amplias en estilo impresionista. Christian Landenberger es considerado un pionero de la pintura alemana al aire libre. En 1919, Landenberger descubrió por sí mismo el grabado, con el que prefería ejecutar motivos religiosos.

## Motivos

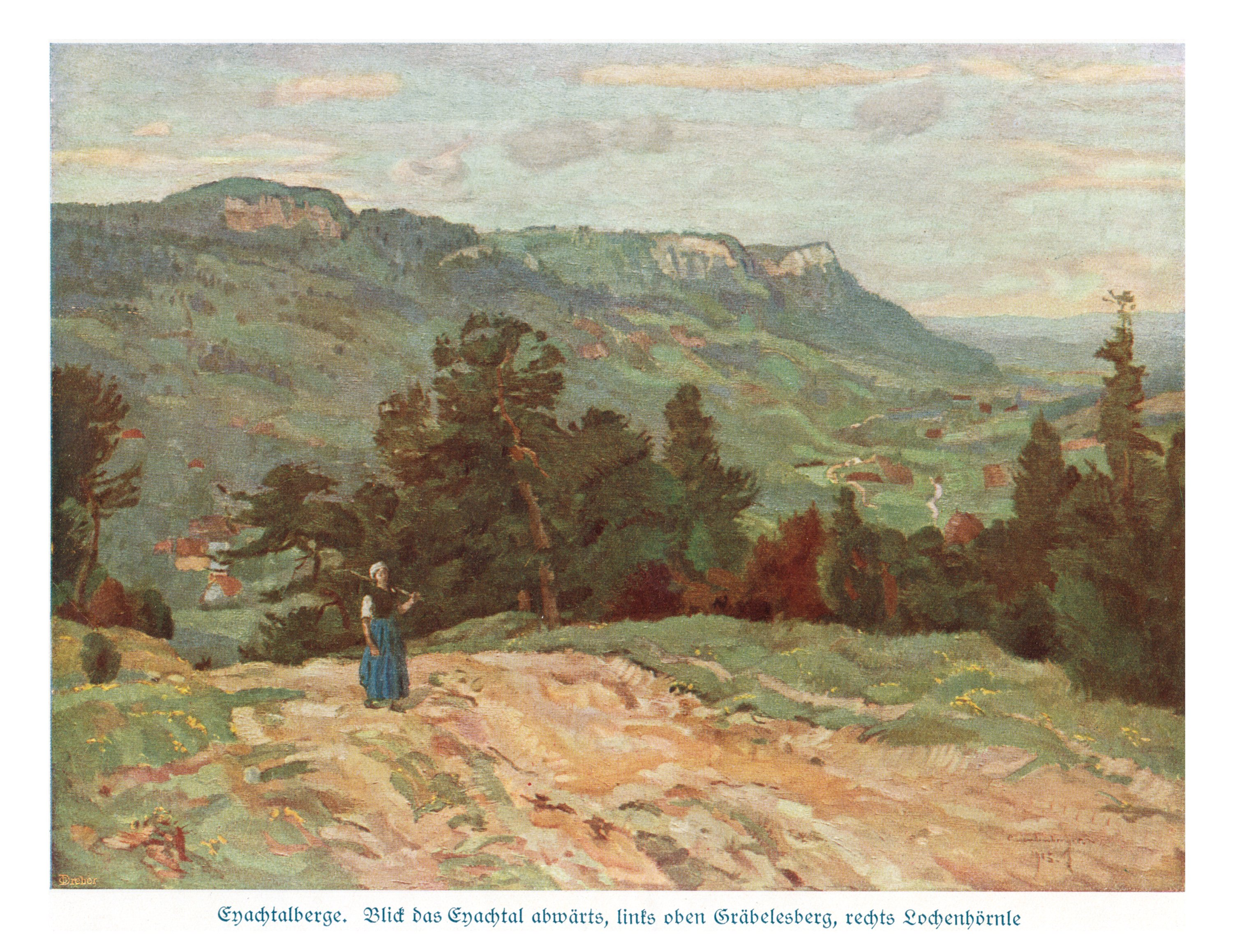
El Lochenhörnle (alrededor de 1914)
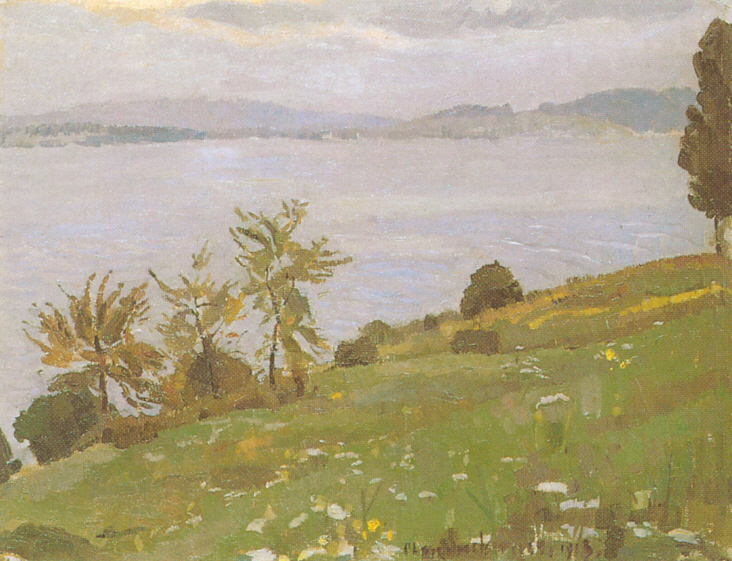
Orilla del lago (1913)
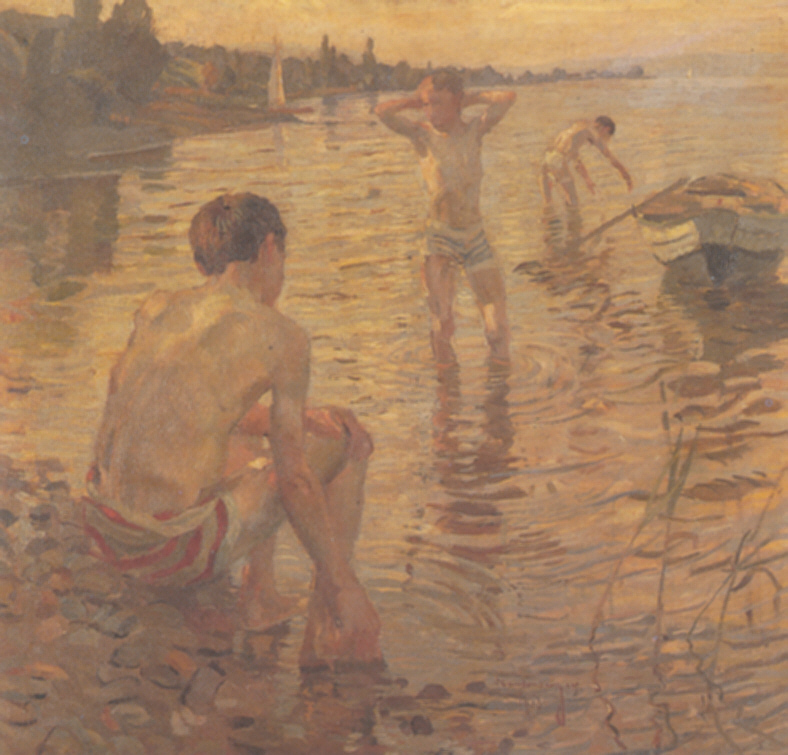
Niños bañándose, Dingelsdorf I (1913)
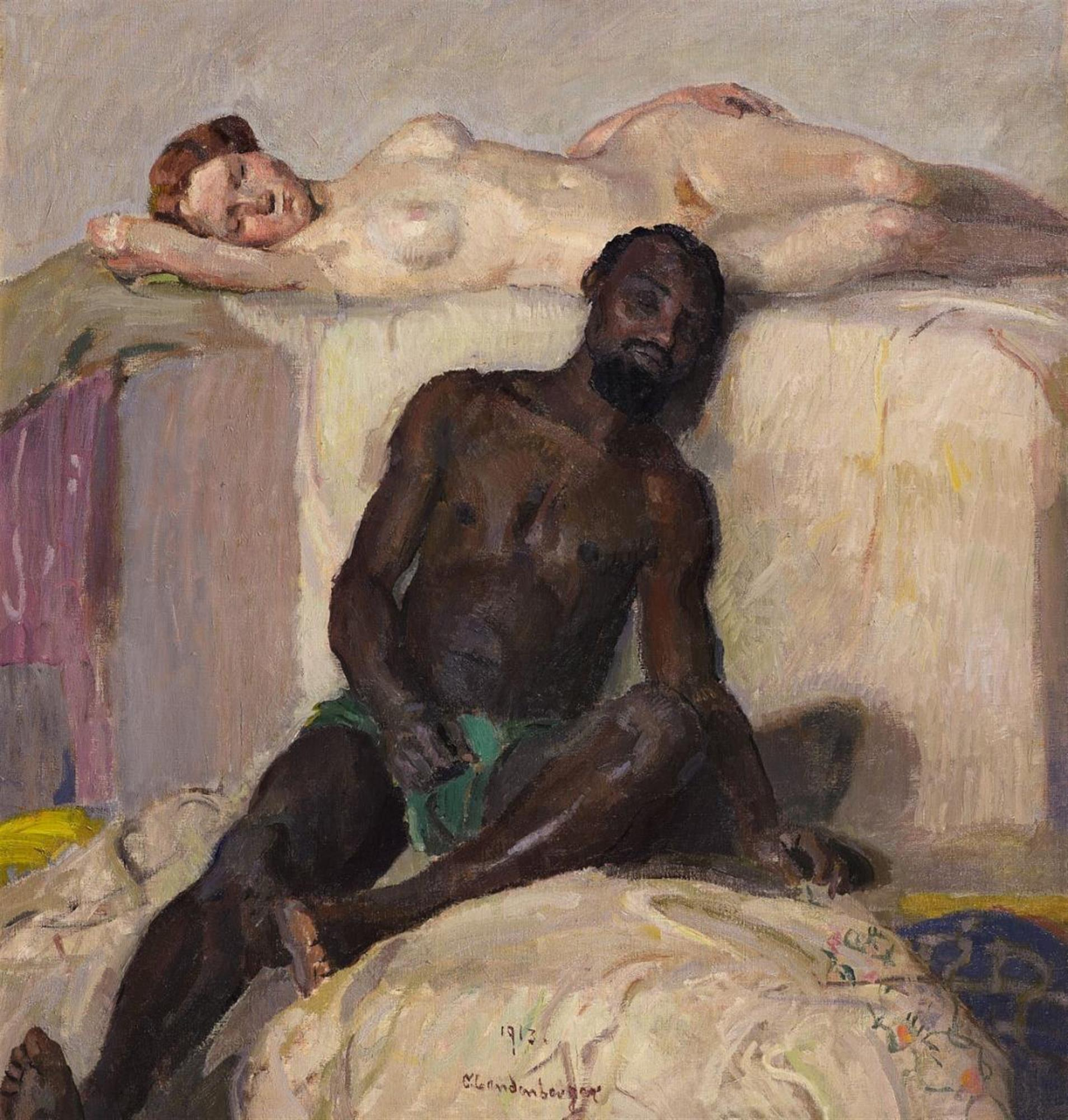
Escena del harén (1913)
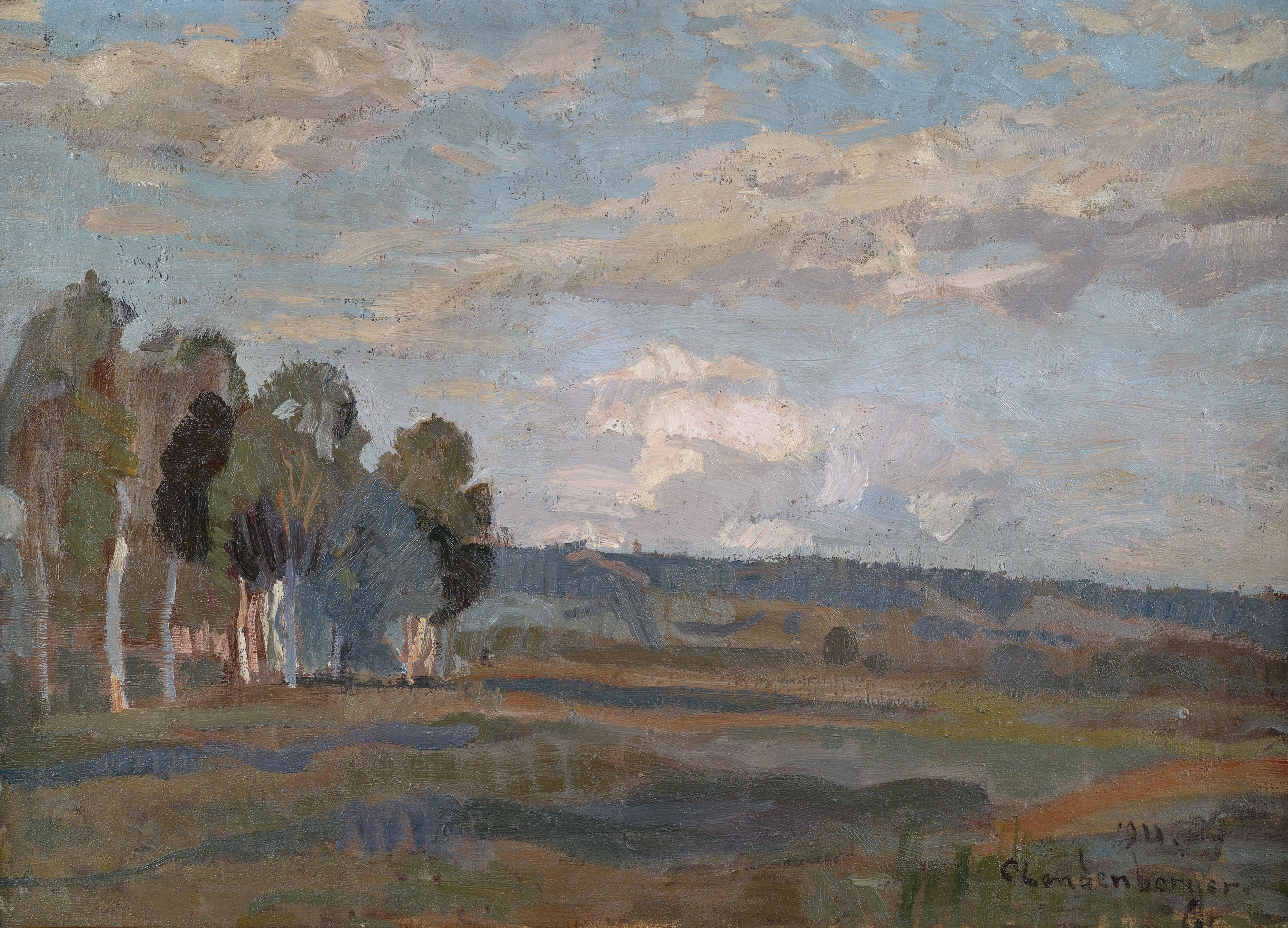
Christian Landenberger Weite Sommerlandschaft
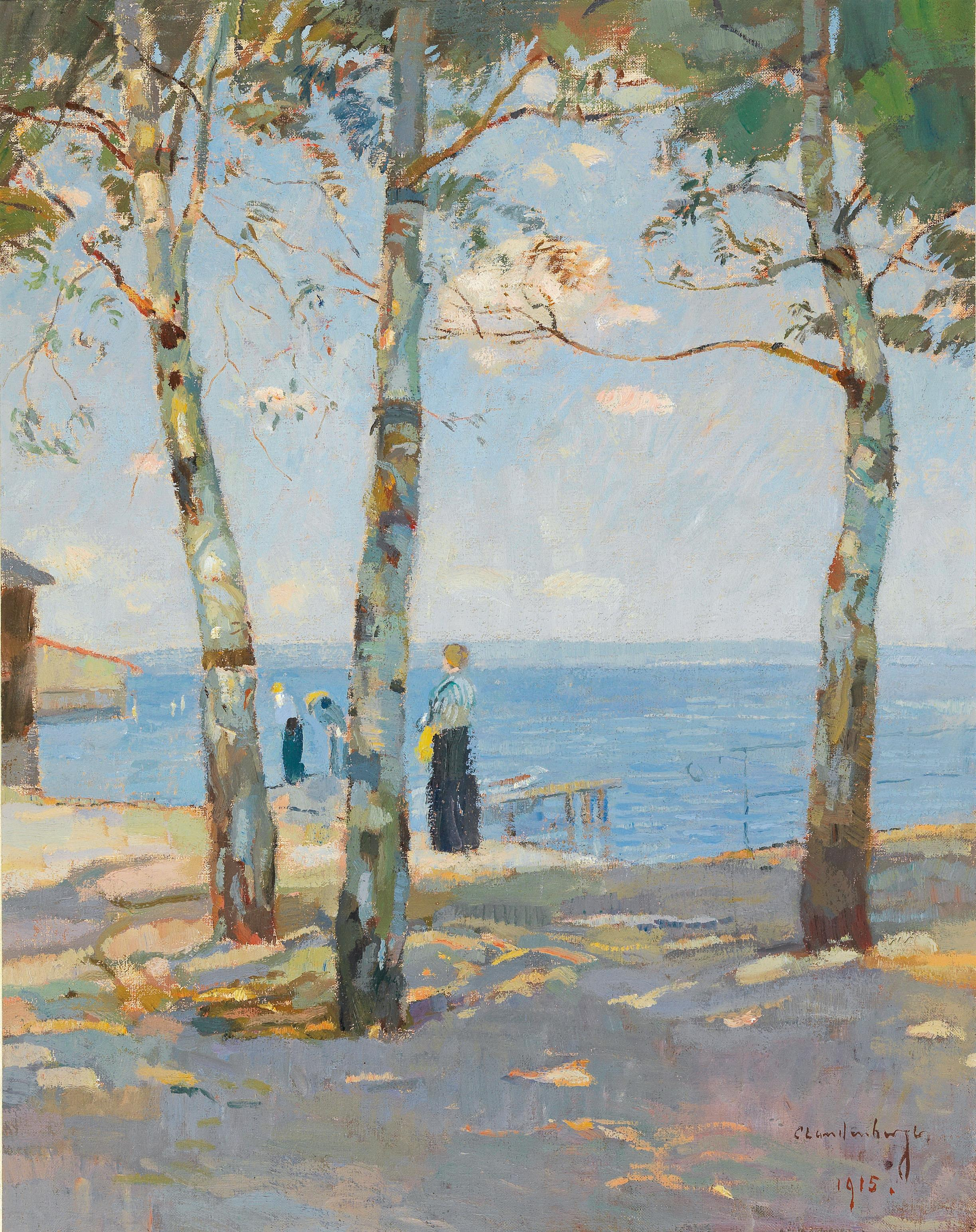
Christian Landenberger - Am Meeresufer (1915)
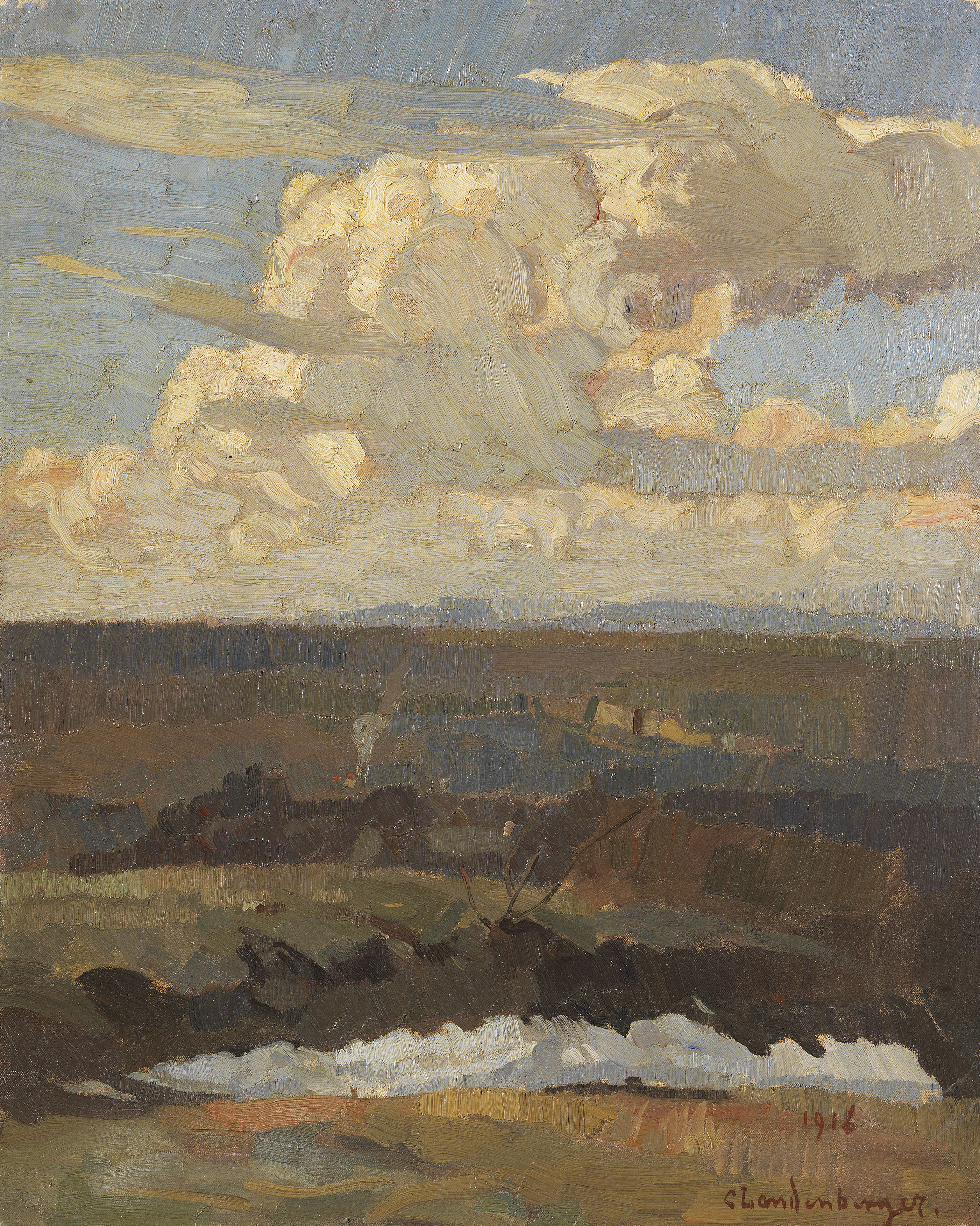
Christian Adam Landenberger - Landschaft (1916)
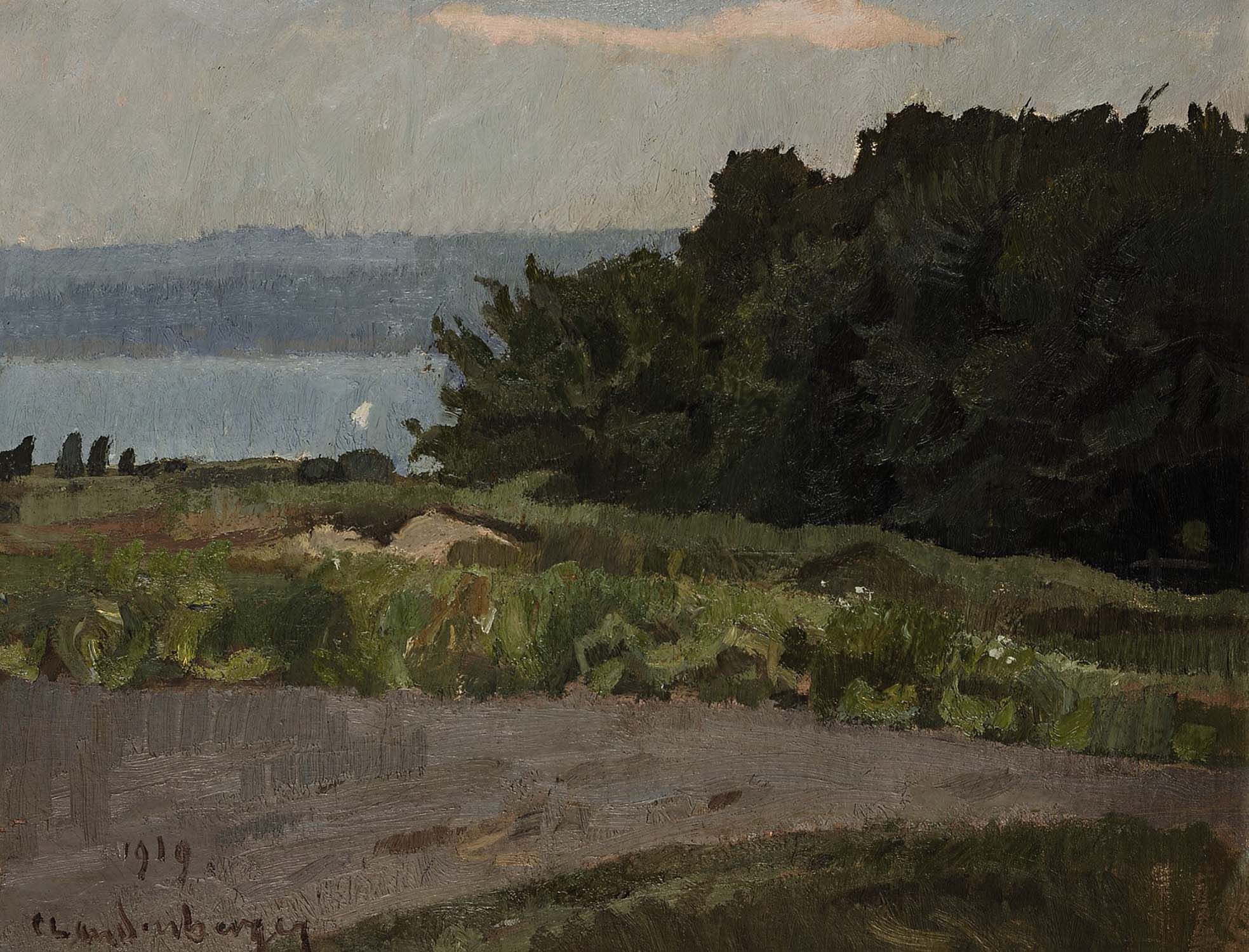
Christian Adam Landenberger - Am Ammersee (1919)
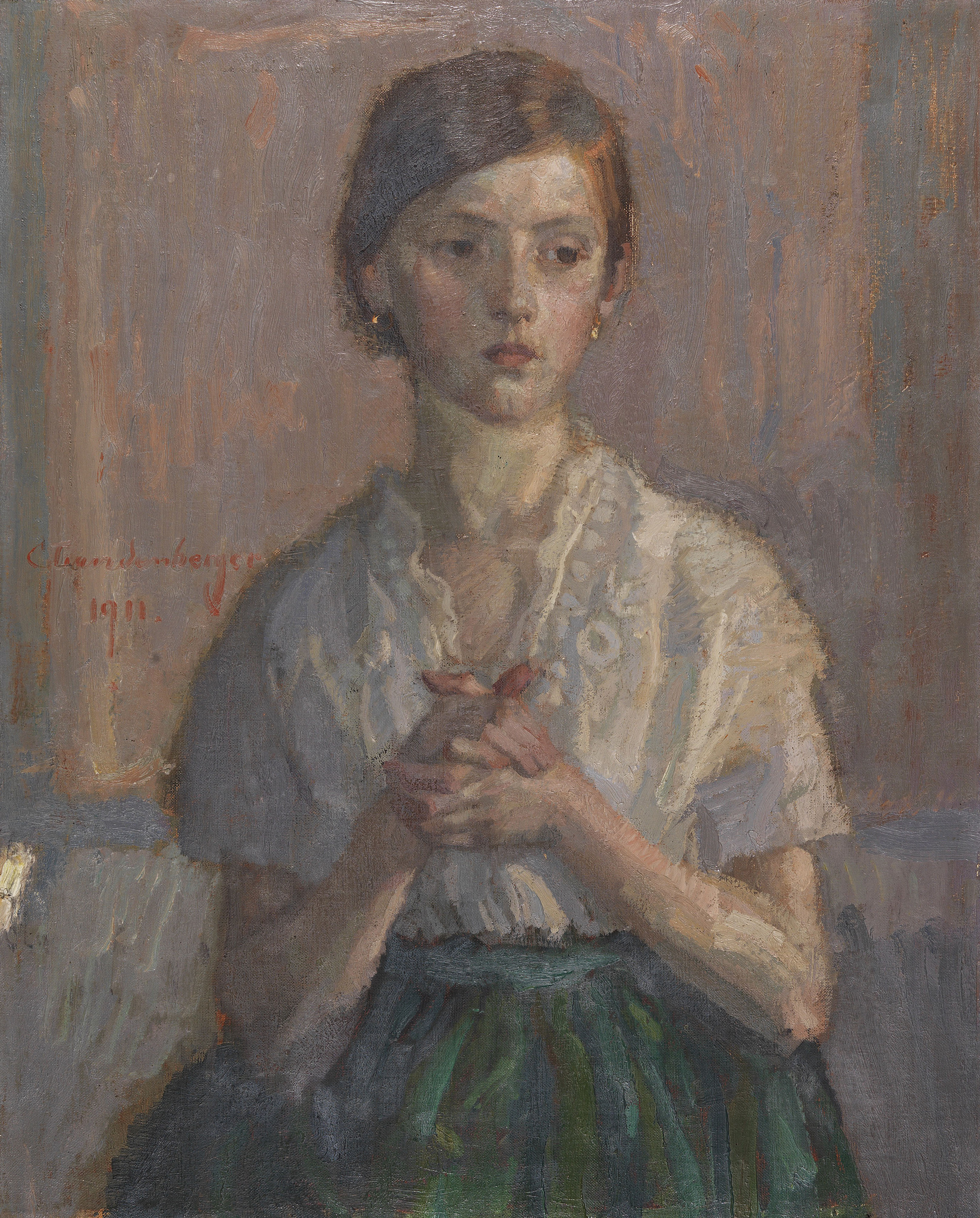
Christian Adam Landenberger - Betendes Mädchens (1911)
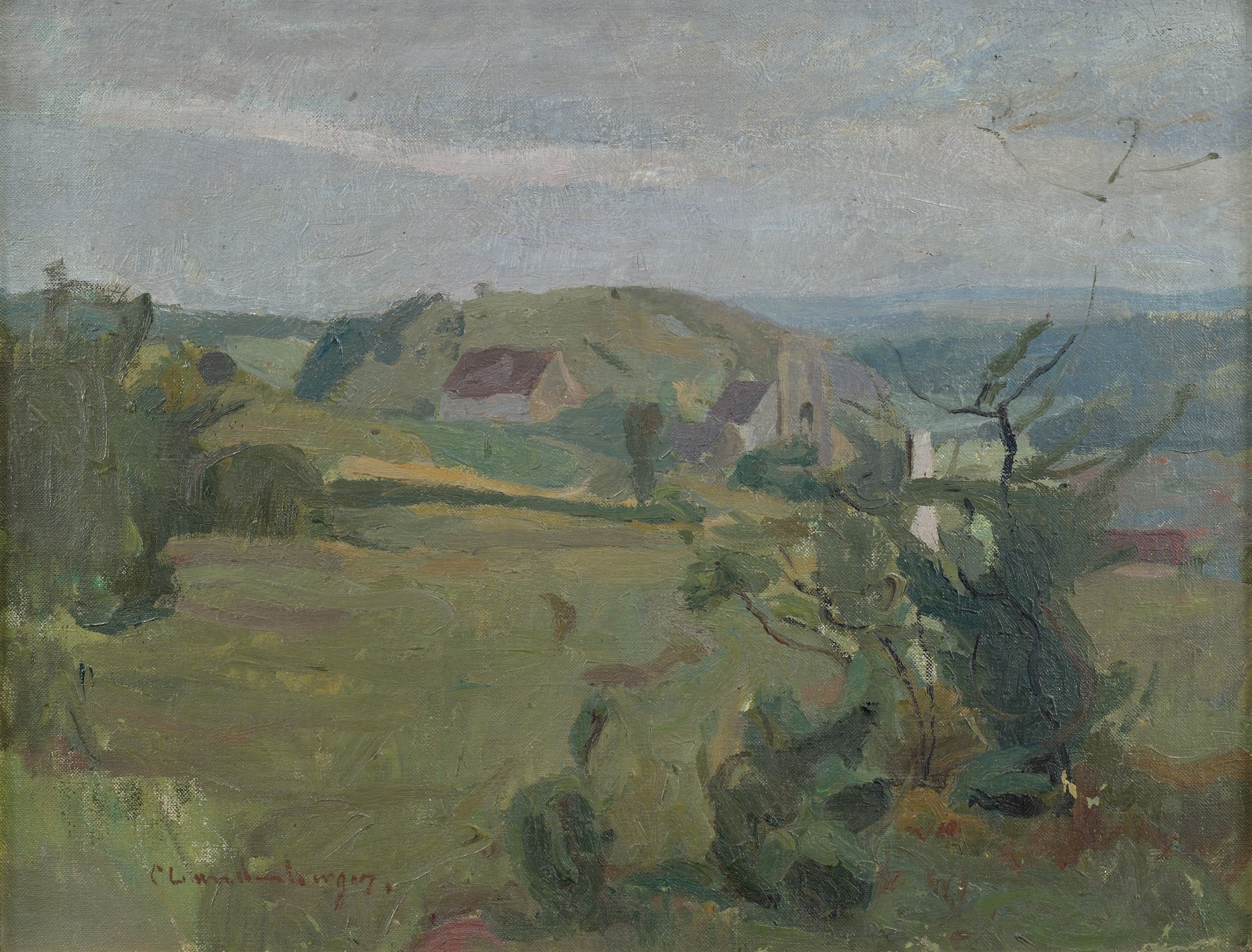
Christian Adam Landenberger - Landschaft am Rechtenstein
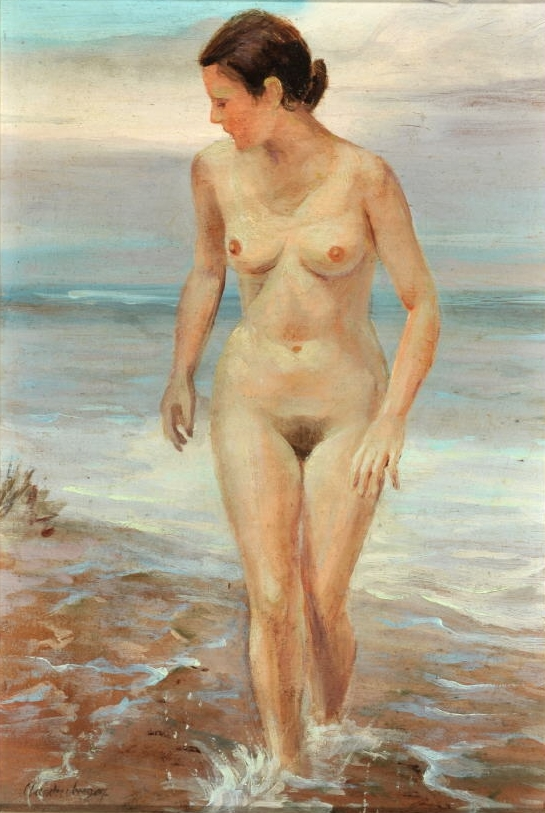
Christian Landenberger Weiblicher Akt am Meer
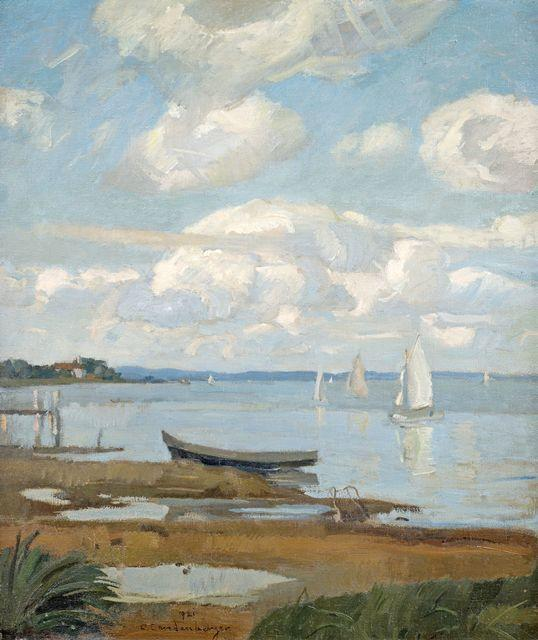
Christian Adam Landenberger - Ammerseelandschaft mit Segelbooten

Landenberger pintó, entre otras cosas, en el valle del Alto Danubio (principalmente cerca de Gutenstein), en la Selva Negra, en el Jura de Suabia, en el lago de Constanza, en el lago Ammer, en Noruega, en la isla de Sylt y en la costa holandesa del Mar del Norte. Prefería pintar motivos al aire libre, pero también bodegones, interiores, representaciones alegóricas y religiosas. De 1893 a 1915 trabajó sobre el motivo de los "bañistas".

## Alumnos (selección)
- Marta Bernstein
- Eugene Ehman
- Guillermo Geyer
- manfred henninger
- Pablo Kalberer
- Otto Meyer-Amden
- Alfred Renz
- Óscar Schlemmer
- Herman Stenner

## Obras principales (selección)
Con más de 70 pinturas, alrededor de 200 dibujos y más de 160 grabados, el Museo de Arte de Albstadt alberga la colección más importante de obras del artista.
- Pues adiós, casa tranquila (1897), óleo sobre lienzo, inv. No. LG 3, Museo de Arte de Albstadt
- Retrato de Johannes Hartmann (1906/07)
- Dama en una mesa de café I (1911), óleo sobre lienzo, inv. N° LG (SWG) 40
- Primavera (1910/1913), Villa Haux, Albstadt - Ebingen
- Retrato de Brigitte Gussmann (1916), n.º inv. LG 60

## Exposiciones (con catálogo)
- Christian Landenberger – Puntos de vista. Galería Albstadt, 22. octubre de 2005 al 19. febrero de 2006. ISBN 3-934439-22-5 .
- Impresionismo alemán. Kunsthalle Bielefeld, 22. noviembre al 28 de febrero de 2010. ISBN 978-3-8321-9274-7 .